# Ігнац Франц Платцер
Ігнац Франц Платцер (нім. Ignaz Franz Platzer; 6 липня 1717, Пльзень — 27 вересня 1787, Прага) — австро-чеський скульптор доби пізнього бароко і рококо.

## Життєпис
Народився 6 липня 1717 року в місті Пльзені в родині скульптора. Син обрав справу батька, фахову освіту отримав у Віденській академії мистецтв.
Серед творів австрійського періоду — садово-паркова скульптура для великого партера палацу Шенбрунн (Відень). Приблизно 1750 року перебрався на працю у другу столицю «строкатої імперії» Австрії — місто Прагу. Імператриця Марія Терезія зробила його надвірним скульптором.
У Празі мав велику майстерню, де брали замови на створення фонтанних скульптур (Французький сад, Добриш, сад бароко, замок Ліса-над-Лабем), алегоричних паркових скульптур, скульптур для вівтарів католицьких церков та їхніх фасадів (Страгов монастир, церква св. Миколая, костел св. Климента), замовлення на світську скульптуру для празьких палаців (палац Кінських). Майстерня Платцера проіснувала до 19 ст.
У Празі збережена значна частина творів скульптора Платцера, передана первісно до музею декоративних мистецтв у 19 ст. В 20 столітті ця частина творчого спадку скульптора стала частиною музейних збірок Національної галереї в Празі.
Скульптор помер у Празі.

## Вибрані твори

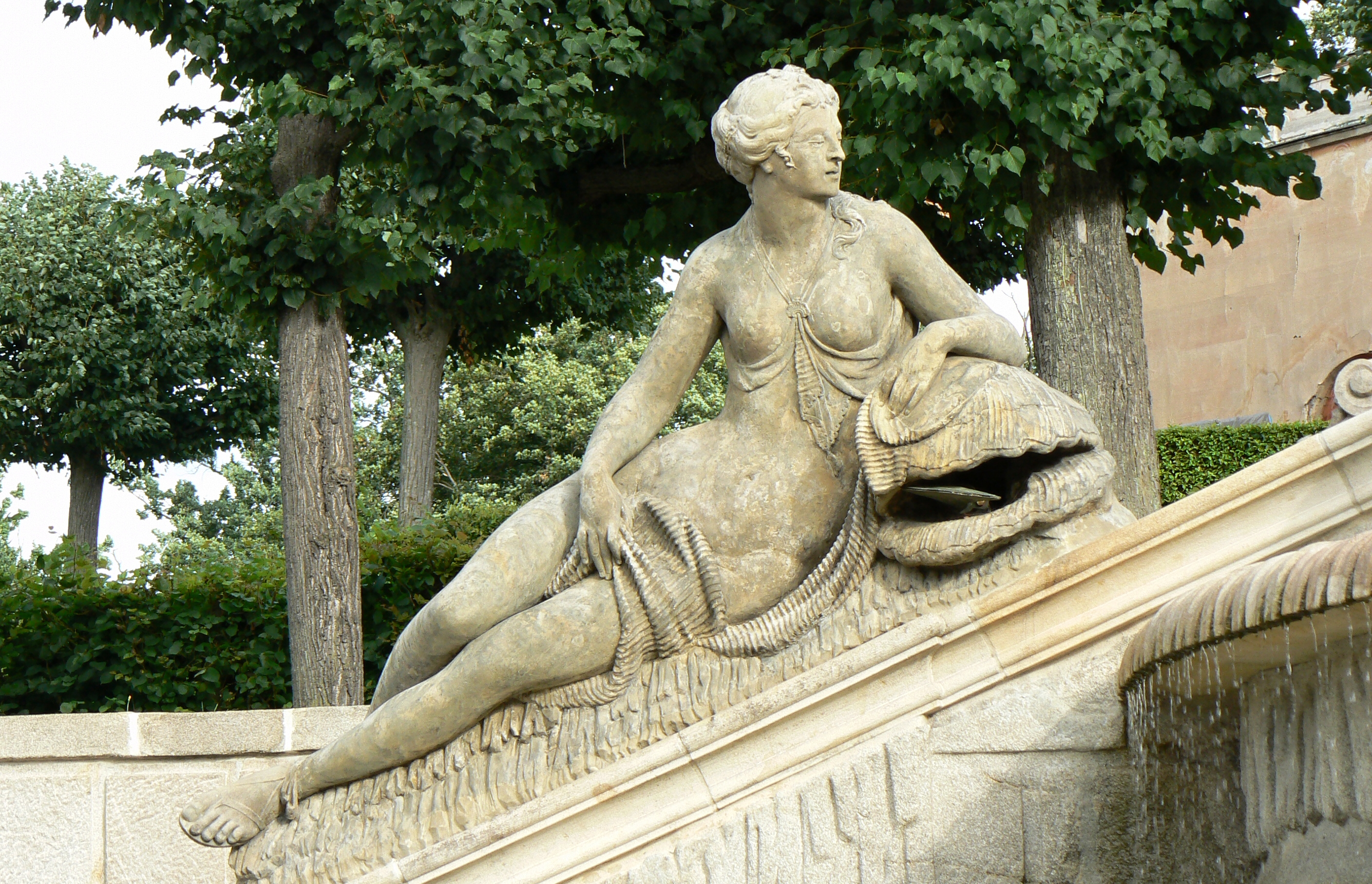
Фонтанна скульптура, Французький парк, Добриш

- Скульптури «Меркурій», «Геркулес», «Брут», «Лукреція», палац Шенбрунн, Відень
- Декоративна скульптура «Двобій титанів», Празький Град, внутрішній дворик
- Декоративна скульптура головного фасаду, палац Кінських, Прага
- Урна з серцем австрійської імператриці Амалії, церква капуцинів, Відень
- Скульптури головного вівтаря, церква Св. Миколая, Прага
- Скульптури вівтаря, Страгов монастир, Прага
- Св. Ян Непомуцький, декілька варіантів
- Паркова скульптура, сад бароко, замок Ліса-над-Лабем

## Галерея вибраних творів

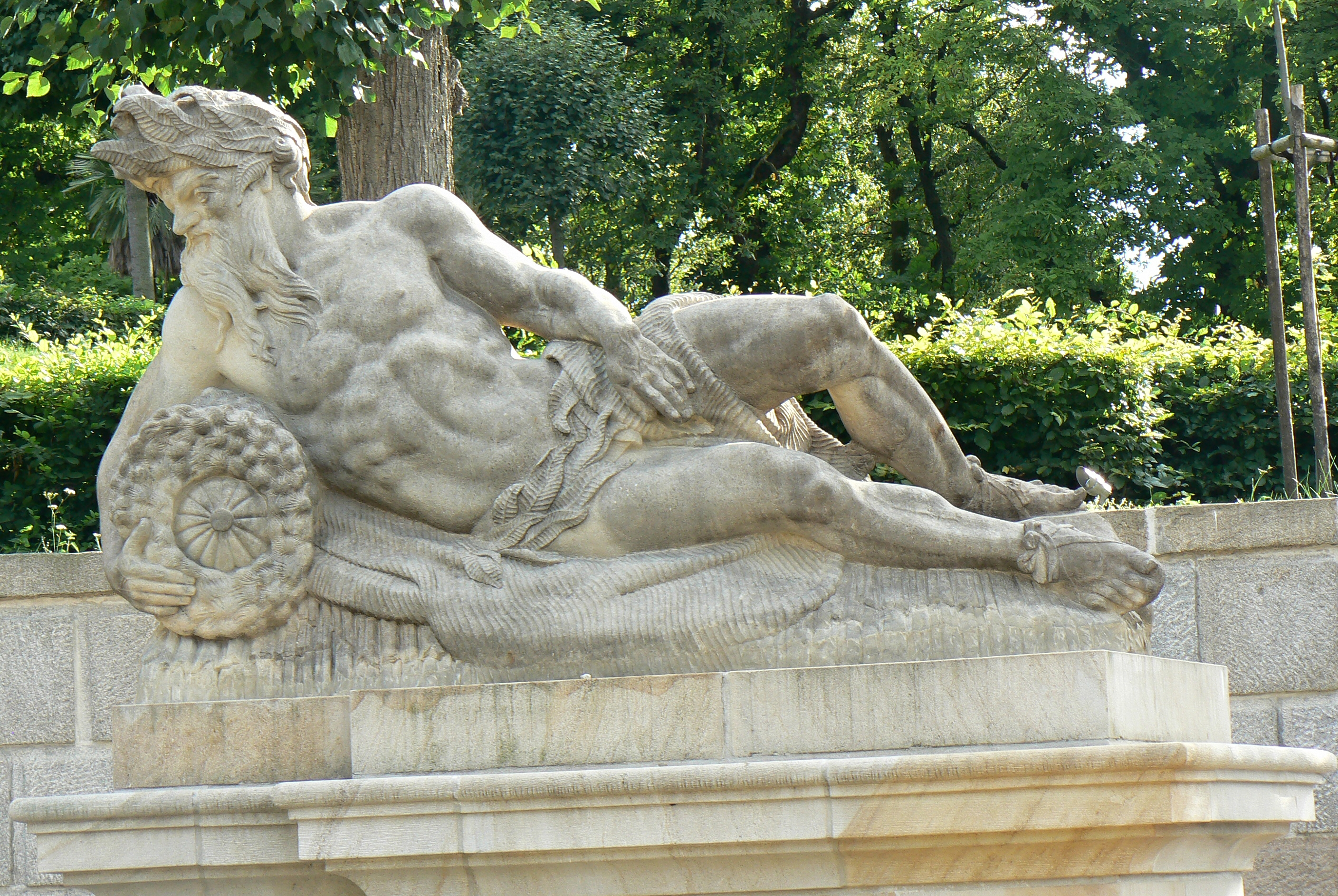
Фонтанна скульптура річкового бога, Французький парк, Добриш

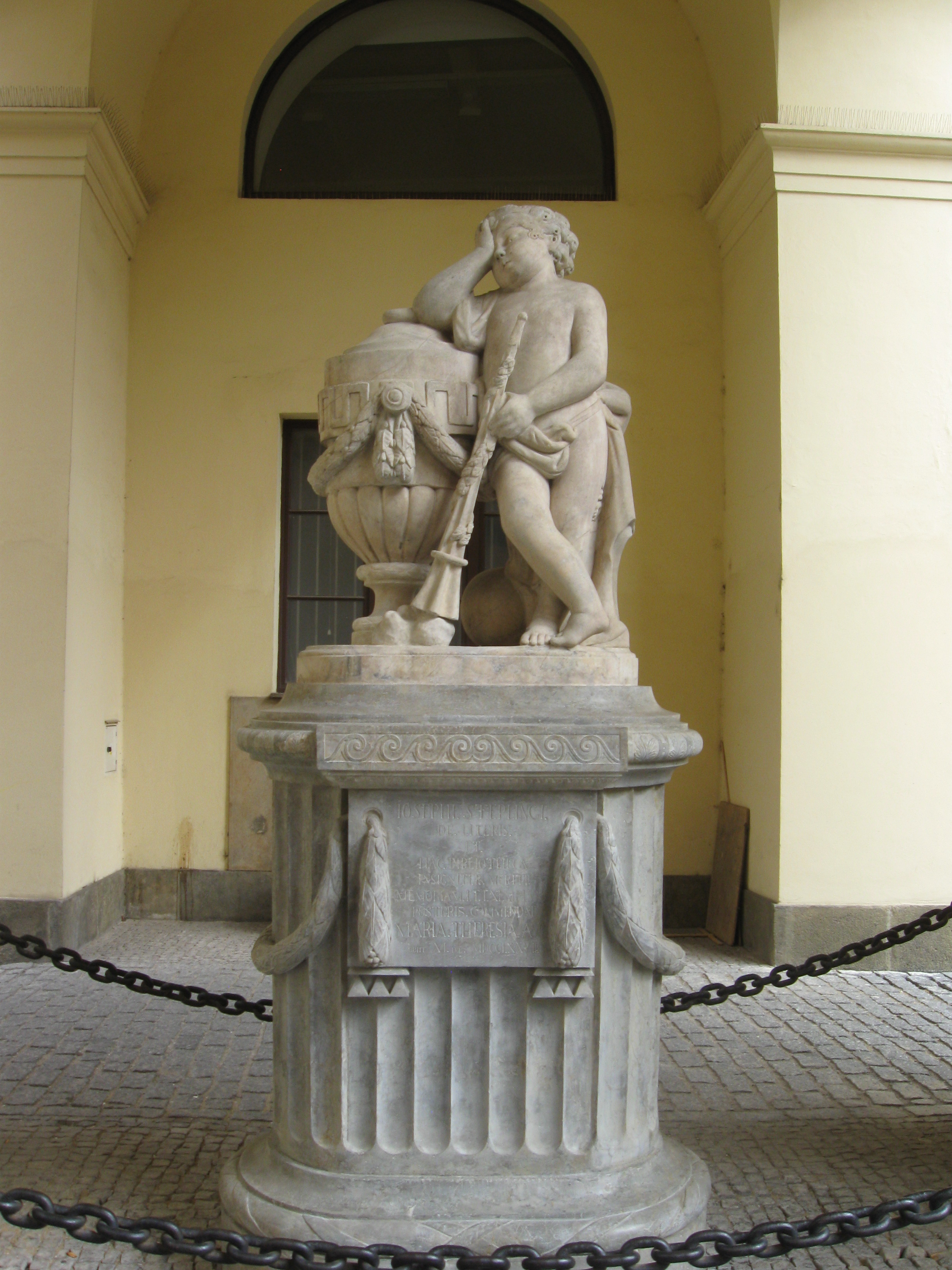
Надгробок, Клементінум, Прага
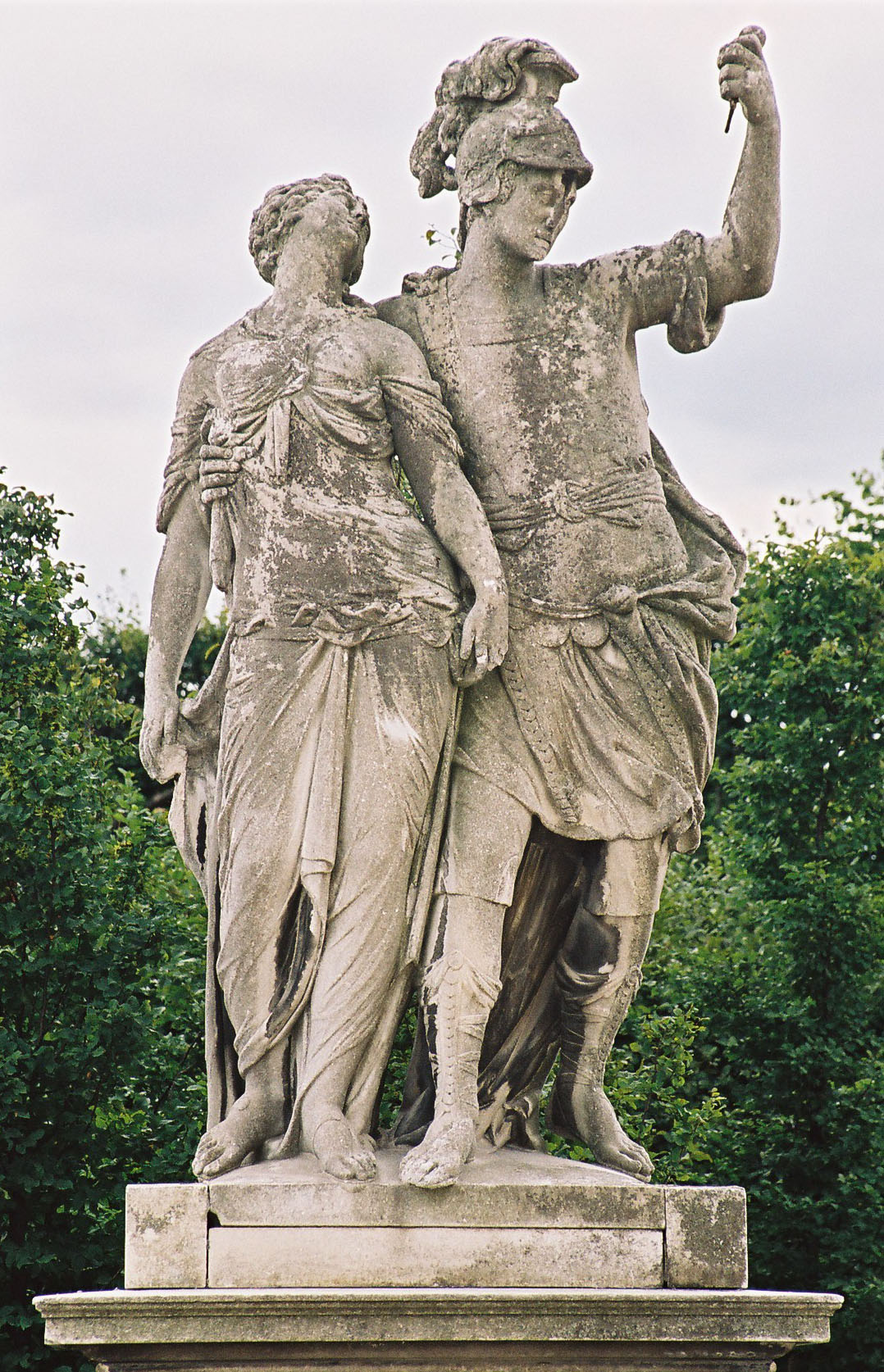
«Брут і Лукреція», великий партер, Шенбрунн
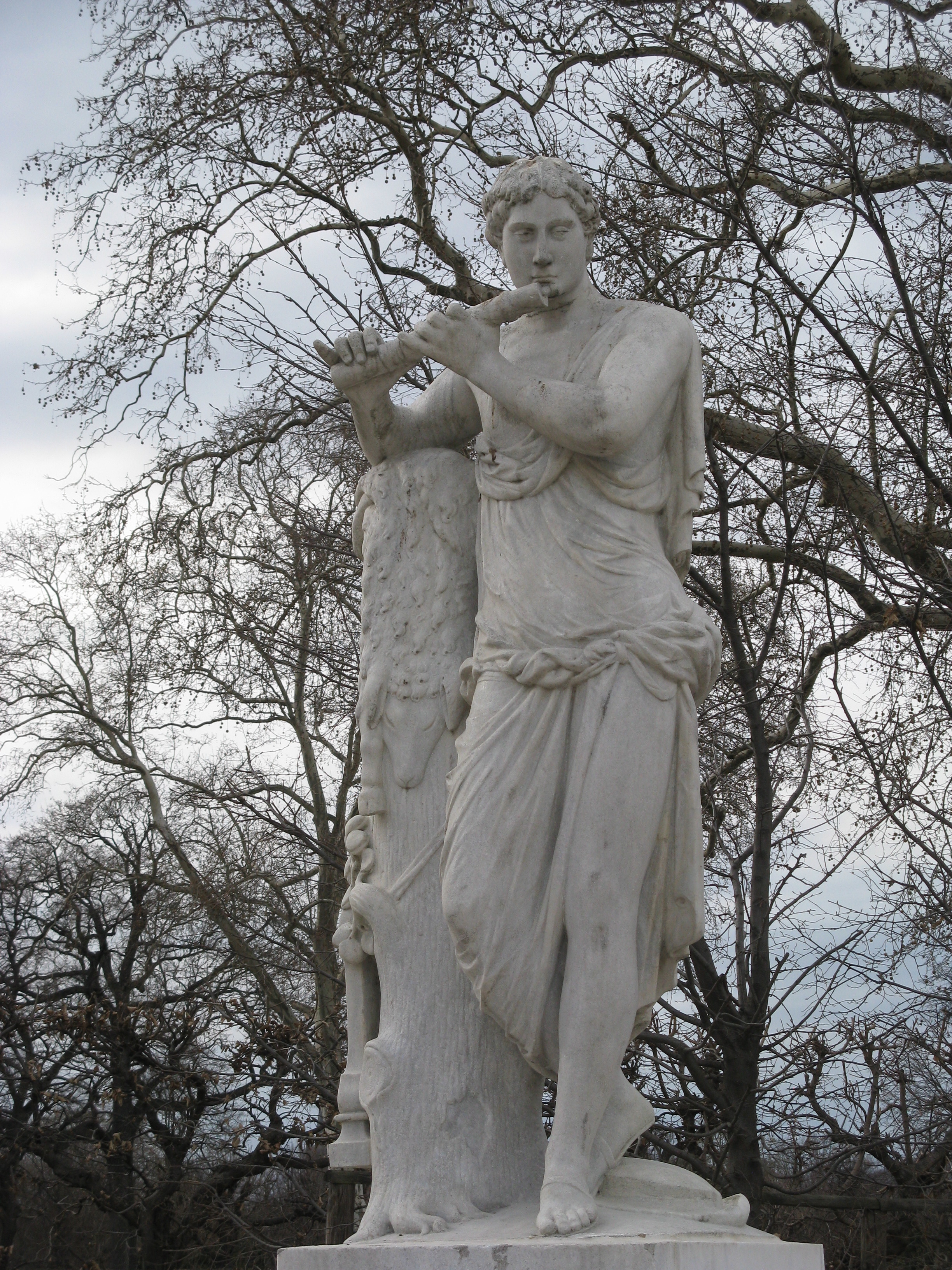
«Флейтист», великий партер, Шенбрунн
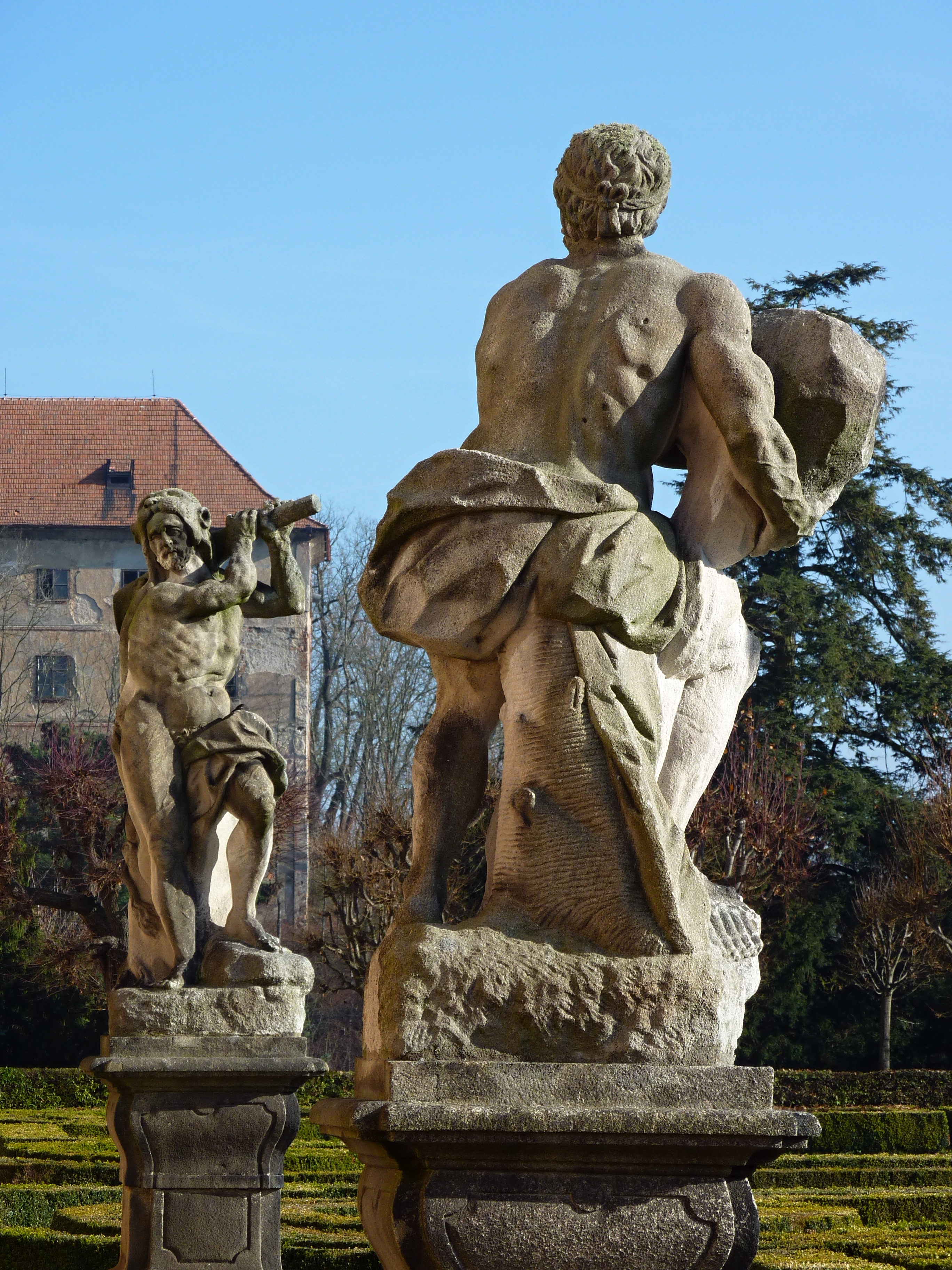
Паркова скульптура, замок Добриш
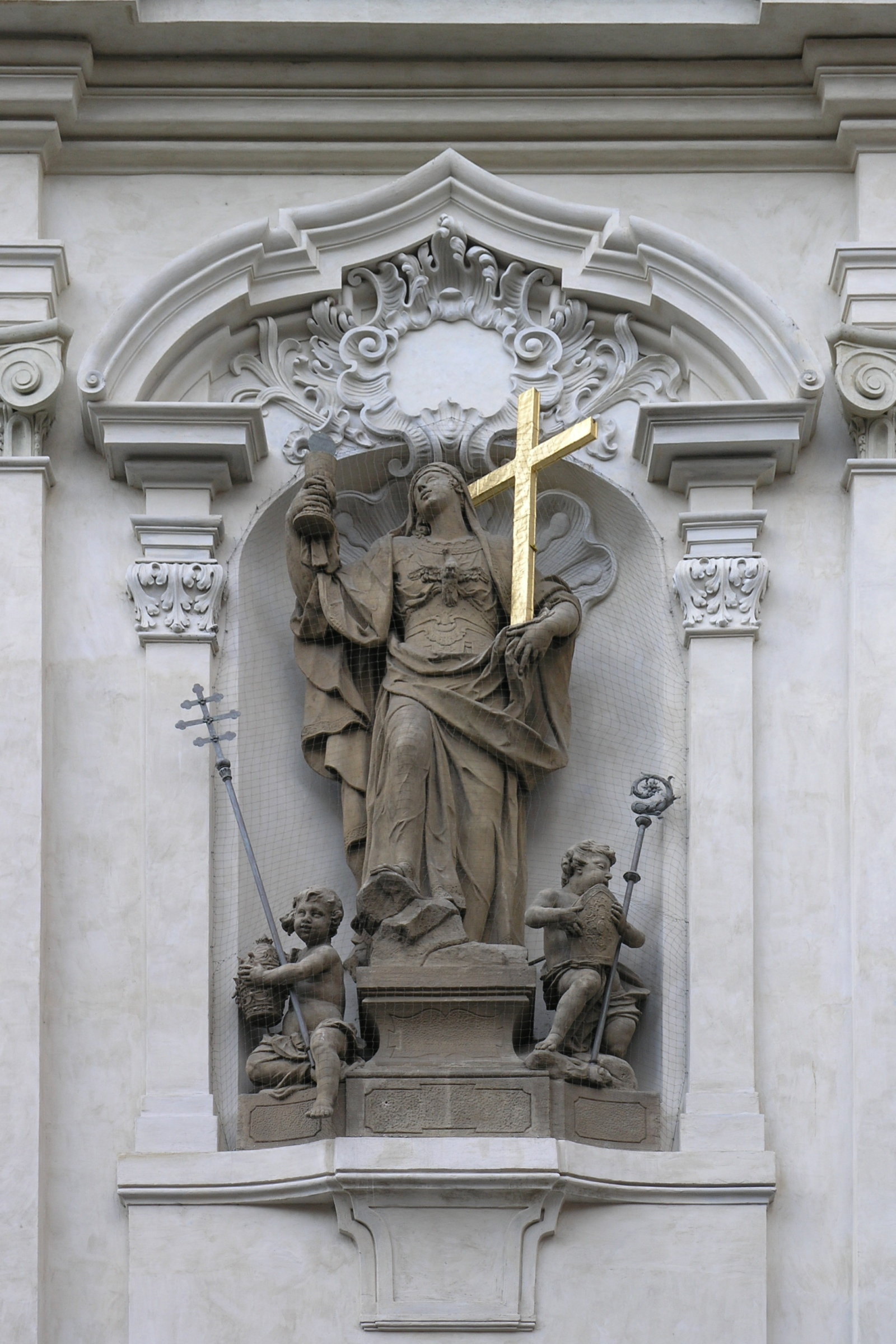
Церква св. Миколая, декор фасаду